# 索尔博拉诺
索尔博拉诺（法語：Sorbollano，法語發音：[sɔʁbɔlano]）是法国南科西嘉省的一个市镇，属于萨尔泰讷区。

## 地理
索尔博拉诺（41°45'7"N, 9°6'34"E）面积7.7 平方千米，位于法国南科西嘉省，该省份位于科西嘉南部，后者为地中海西部的一座岛屿，也是法国的一个单一领土集体，位于法国大陆部分的东南面，意大利半島的西面，最临近的地块是撒丁岛。
与索尔博拉诺接壤的市镇（或旧市镇、城区）包括：昆扎、莱维。

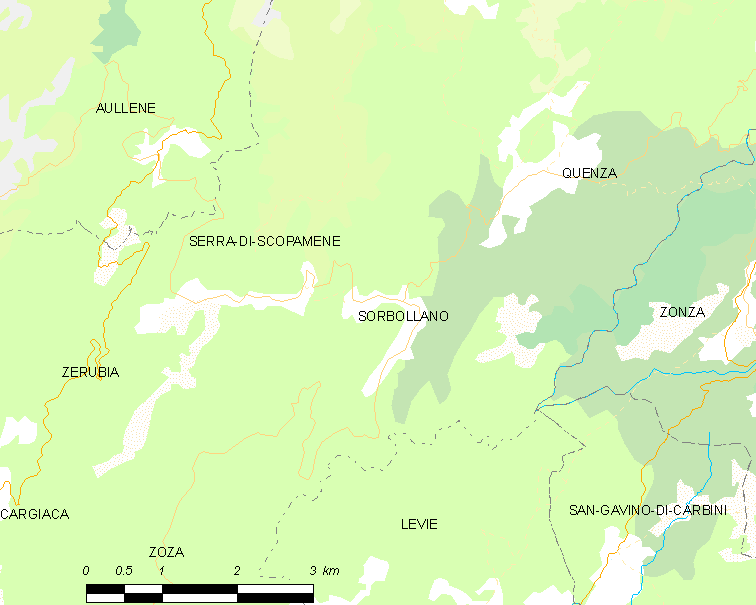
索尔博拉诺的OSM定位图

索尔博拉诺的时区为UTC+01:00、UTC+02:00（夏令时）。

## 行政
索尔博拉诺的邮政编码为20152，INSEE市镇编码为2A285。

## 政治
索尔博拉诺所属的省级选区为萨尔特奈-瓦林科县。

## 人口

1962-2008年间索尔博拉诺人口变化图示

索尔博拉诺于2022年1月1日时的人口数量为65人。